# クリストフ・マテャシェフスキー
クリストフ・マテャシェフスキー（Krzysztof Matyjaszewski、ポーランド語: [ˈkʂɨʂtɔf matɨjaˈʂɛfskʲi], 1950年4月8日 - ）は、ポーランド系アメリカ人の化学者。カーネギーメロン大学教授。

## 経歴
ポーランドのウッチ県コンスタンティヌフで生まれる。ウッチ工科大学を卒業後、1972年、バウマン記念モスクワ国立工科大学卒業。 1976年、ポーランド科学アカデミーから博士号を取得。1977年から翌年までフロリダ大学でポスドクとなる。1984年から翌年までフランス国立科学研究センター（CNRS）研究員。パリ大学客員教授。1985年カーネギーにカーネギーメロン大学に移籍し、1995年にJ. C. Warner Professor of Natural Scienceに就任。2001年よりウッチ工科大学およびピッツバーグ大学助教授を兼任。

## 業績
安価な銅錯体を触媒に用いたリビング重合法である、原子移動ラジカル重合（ATRP）の開発で有名。2008年の化学分野における論文引用数第2位にランクされている。

## 受賞歴
- 2002年 ACS高分子化学賞
- 2008年 トムソン・ロイター引用栄誉賞
- 2011年 ウルフ賞化学部門
- 2017年 ベンジャミン・フランクリン・メダル
- 2020年 ウィリアム・H・ニコルズ賞
- 2023年 米国科学アカデミー賞化学部門